# جائزة الصين الكبرى 2005
جائزة الصين الكبرى 2005 (بالإنجليزية: 2005 Chinese Grand Prix) هو سباق فورمولا 1 أقيم بتاريخ 16 أكتوبر 2005 في حلبة شانغهاي الدولية، الصين. كان التاسع عشر من أصل 19 في بطولة العالم لسباقات الفورمولا واحد موسم 2005. حلّ الإسباني فرناندو ألونسو أولا بينما جاء الفنلندي كيمي رايكونن في المركز الثاني وحصل على المركز الثالث الألماني رالف شوماخر. بلغ الحضور 270,000.

## الترتيب النهائي
| الترتيب | السائق             | النقاط |
| ------- | ------------------ | ------ |
| 1       | فرناندو ألونسو     | 133    |
| 2       | كيمي رايكونن       | 112    |
| 3       | مايكل شوماخر       | 62     |
| 4       | خوان بابلو مونتويا | 60     |
| 5       | جانكارلو فيزيكيلا  | 58     |
| المصدر: |                    |        |